# Władimir Kaliniczenko
Władimir Kaliniczenko, ros. Калиниченко Владимир Александрович (ur. 6 listopada 1972, Makiejewka, obwód doniecki) – rosyjski trójboista siłowy i strongman.
W 1975 rodzina przeprowadziła się do przysiółka Jakowlewo, w obwodzie biełgorodzkim, a w latach 80. do miasta Stroitiel (w tym samym odwodzie), gdzie Władimir mieszka do dzisiaj.
Od 2004 kilkakrotnie zdobył Mistrzostwo Rosji w trójboju siłowym. Od 2006 zajmuje się sportem strongman.
Wymiary:
- wzrost 176 cm
- waga 148 kg

## Osiągnięcia strongman
- 2006
  - 8. miejsce – Mistrzostwa Rosji Strongman
- 2007
  - 3. miejsce – Drużynowe Mistrzostwa Świata Strongman 2007
  - 3. miejsce – Mistrzostwa Rosji Strongman
- 2008
  - 8. miejsce – Liga Mistrzów Strongman 2008: Subotica
  - 2. miejsce – Drużynowe Mistrzostwa Świata Strongman 2008
  - 4. miejsce – Mistrzostwa Rosji Strongman